# Rafael Leónidas Trujillo Molina
Rafael Leónidas Trujillo Molina  (pronunciació en : /rafaˈel leˈoniðas tɾuˈxiʎo/) (San Cristóbal, 24 d'octubre de 1891 - Santo Domingo, 30 de maig de 1961), anomenat «el Generalíssim» o «el Cap» (en castellà: el Generalísimo o el Jefe), governà la República Dominicana des de 1930 fins al seu assassinat el 1961. Exercí oficialment com a president des del 1930 fins al 1938 i novament del 1942 fins al 1952, en aquest cas governant de forma dictatorial amb el suport militar. Els seus trenta anys al poder són coneguts pels dominicans com l'“Era de Trujillo”, i es considera un dels episodis més sagnants de la història de les Amèriques, així com un temps de culte a la personalitat, quan els monuments de Trujillo eren abundants. S'ha estimat que el govern de Trujillo va ser el responsable de la mort de més de 50.000 persones, d'entre les quals 20.000 i 30.000 en la infame Massacre de Perejil. A més, va matar les activistes Germanes Mirabal (Minerva Mirabal, Patria Mirabal i María Teresa Mirabal), junt amb el seu xofer Rufino de la Cruz Disla. Les germanes van ser homenatjades el 1981 en una protesta d'activistes contra la violència vers les dones. Aquest fet va donar lloc que s'establés el 25 de novembre (25N) com el Dia internacional per a l'eliminació de la violència contra les dones.